# Partido Popular de Corea
El Partido Popular de Corea (en hangul:조선인민당; en hanja:朝鮮人民黨) fue un partido político coreano de izquierda moderada creado el 12 de noviembre de 1945 por Lyuh Woon-hyung. El Partido Popular no pretendía representar exclusivamente a una clase en particular; en cambio, trató de representar a todo el pueblo coreano. Cuando el Comité Soviético-Estadounidense fracasó en 1946, una facción dentro del Partido Popular llamada los cuarenta y ocho abandonó el partido y formó el Partido de los Trabajadores de Corea del Sur (남조선 로동당), en una coalición con el Partido Comunista de Corea (조선 공산당) y el Nuevo Partido Popular (신민당). El Partido Popular se disolvió poco después y Lyuh formó más tarde el Partido Socialista de los Trabajadores (사회 로동당).

## Historia

### Actividades
Impulsaron el "movimiento de cooperación izquierda-derecha" (좌우 합작 운동).